# نپی (کومونه)
نپی (به ایتالیایی: Nepi) یک کومونه در ایتالیا است که در استان ویتربو واقع شده‌است.

## خصوصیات
نپی ۸۴ کیلومتر مربع مساحت و ۹٬۷۸۳ نفر جمعیت دارد و ۲۲۷ متر بالاتر از سطح دریا واقع شده‌است.